# Erté
Romain de Tirtoff, en ruso Roman Petrovich Tyrtov (Роман Петрович Тыртов), más conocido como Erté (por la pronunciación en francés de sus iniciales, R.T.) (San Petersburgo, 23 de noviembre de 1892 - París, 21 de abril de 1990) fue un pintor, ilustrador, diseñador, escenógrafo y modisto ruso nacionalizado francés. De estilo art déco, con ciertas reminiscencias del modernismo, su obra se caracterizó por un gusto estilizado y elegante, decorativo y ornamental. Realizó diseños de moda, joyería, artes gráficas, decoración interior y vestuario y escenografía para cine, teatro y ópera.

## Trayectoria
Romain de Tirtoff nació en el seno de una acaudalada familia de San Petersburgo. Se trasladó en 1912 a París, donde estudió arte con Ilya Repin y en la Académie Julian. Adoptó su pseudónimo, basado en la pronunciación de sus iniciales y para evitar la vergüenza a su familia, en cuanto comenzó a realizar bocetos de moda femenina para el magacín ruso Damsky Mir, ilustraciones de moda para la famosa firma de sastrería Poiret e ilustraciones para el magacín de lujo La Gazette du Bon Ton, de París. Al mismo tiempo se inició en el diseño de vestuarios; en 1913 diseñó el vestuario de la famosa Mata-Hari para la obra Le Minaret, confeccionado por Poiret (junto a su gran amigo, el figurinista e ilustrador español José Zamora). Su obra se caracteriza por una arrogante teatralidad art déco, un estilo derivado, según el propio Erté, de las miniaturas indias y persas y de las formas lineales de las pinturas de la cerámica griega. Sus figuras femeninas tienden a la androginia, y era partidario de la musculatura apolínea y accesorios fálicos, como aparece en su ilustración de 1927 Porteurs de Pierreries.

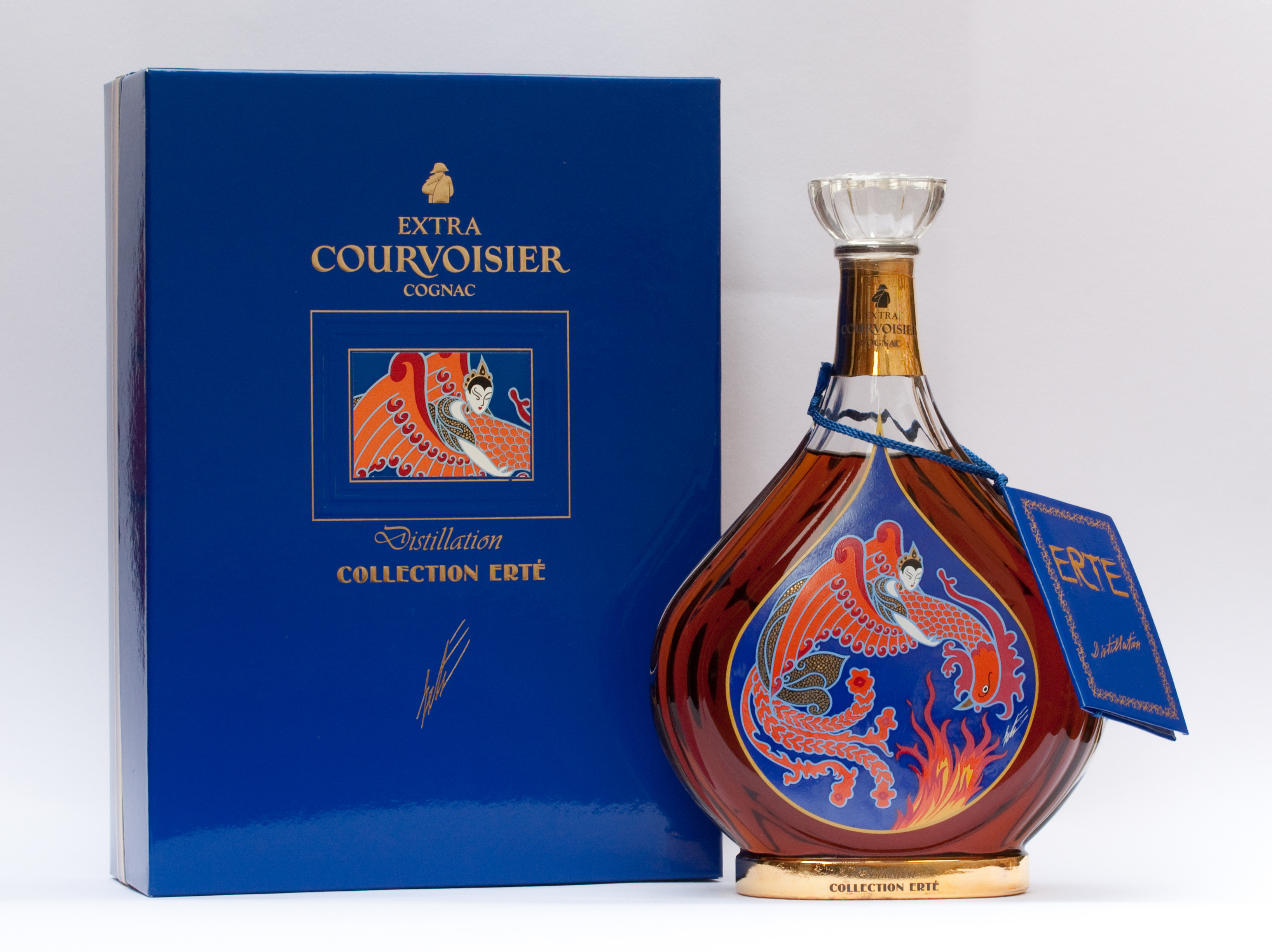
Uno de los decantadores de una colección en edición limitada con diseños de Erté para el coñac Courvoisier. La ilustración del decantador, tercero de la colección y puesto en circulación en 1990, se titula Distillation.

Erté fue ampliamente conocido por el público por su fructuosa relación con la revista estadounidense Harper's Bazaar, para la que efectuó 240 diseños de portada entre 1915 y 1936. También realizó dibujos de vestidos, accesorios de moda y mobiliario para la revista, y para la tienda Henry Bendel's, en un audaz estilo gráfico que seguía el sentir de los tiempos.
En la década de 1920 trabajó brevemente para Hollywood; Erté se declaraba inventor del costume collectif, trajes de grupo unidos en los que se podían incorporar hasta seis millas de lamé dorado, una técnica muy usada en los musicales de Hollywood de la época, y coordinaba pelucas coloreadas con los trajes en diseños de la década de 1920.
A mediados de la década de 1960 se dio un renovado interés, tanto académico como comercial, en el art déco, y como seguía siendo prolífico en su estilo, que prácticamente no había variado, Erté y art déco se convirtieron prácticamente en sinónimos. En 1974 seguía en activo: diseñó una línea de prendas de punto para MagiFrance, y sus dibujos y diseños de estatuas y recuerdos de la época art déco alcanzaron cotizaciones altísimas. La estética de Erté ha perdurado en los drag queen de finales del siglo XX, que tienen una gran deuda hacia los diseños de vestuario de Erté para el género del music hall.

## Vida personal

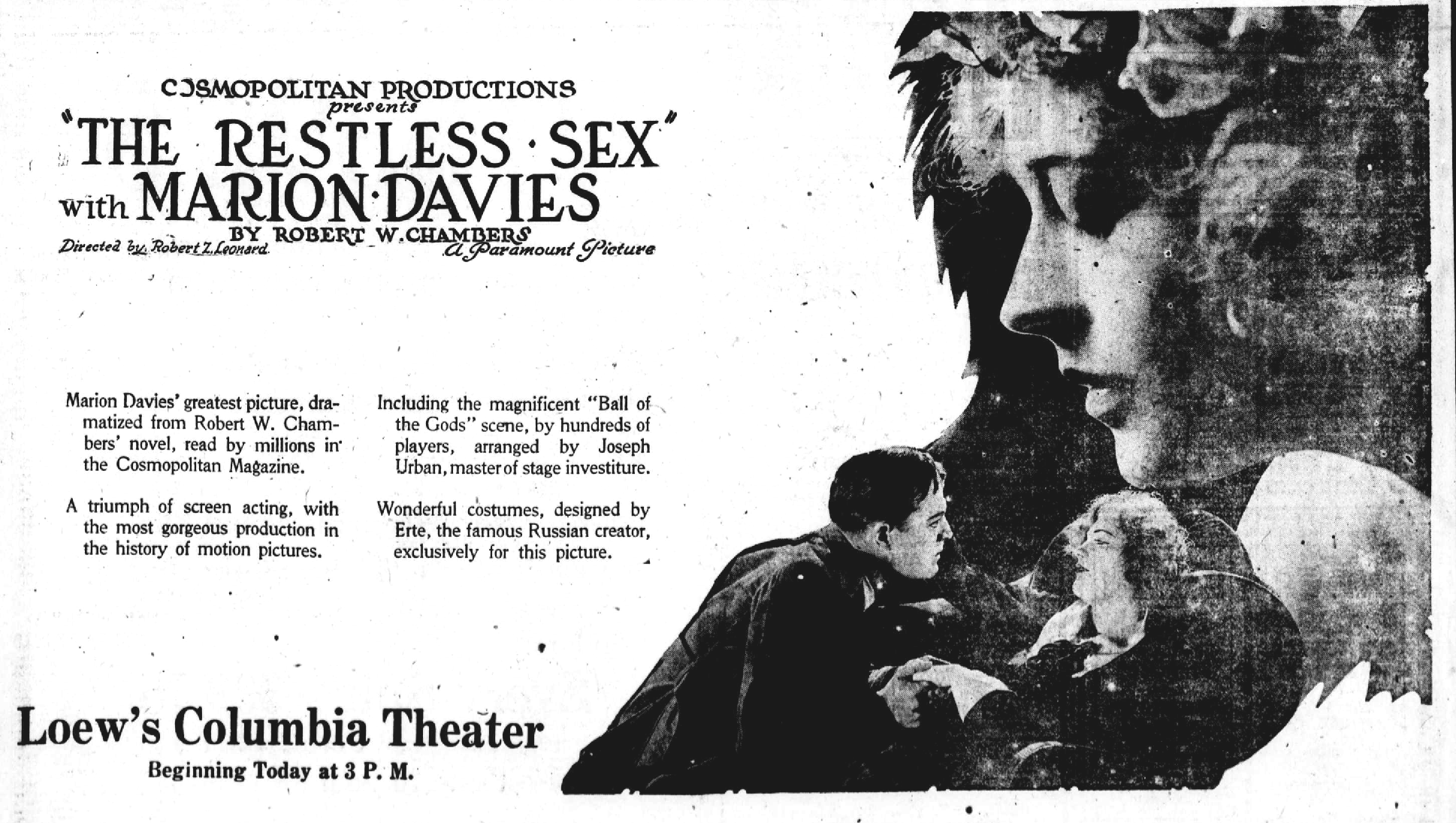
Anuncio de periódico de la película The Restless Sex (1920), destacando el trabajo de Erté como diseñador de vestuario

A diferencia de la mayoría de sus contemporáneos en el campo de la moda y el diseño, la autobiografía de Erté proporciona un catálogo destacadamente abierto de sus relaciones románticas, en parte porque Erté siguió llevando una vida activa después del inicio de la liberación homosexual de la década de 1960, en parte porque París fue siempre más abierta sexualmente, y en parte porque la certitud de su posición social le permitía ser menos apegado a las convenciones.
El catálogo de su historia sexual, nunca sórdido y siempre entretenido, se inició a la edad de 13 años. Erté describe muchas otras «aventuras encantadoras» y «placeres de los asuntos del corazón», incluyendo una incursión en una orgía del Hollywood de la década de 1920 que no fue de su refinado gusto, así como descripciones de la vida nocturna homosexual del París de la época. Vivió con el príncipe Nicolás Ouroussoff durante casi 20 años, hasta la prematura muerte del príncipe en 1933. Posteriormente tuvo una relación con un ex-campeón de natación y decorador danés llamado Axel.
Su entusiasmo por el físico de los bailarines de ballet se refleja en el fuerte homoerotismo de sus diseños cuando incorporan hombres jóvenes. Una temprana aventura de travestismo lúdico fue tan exitosa que, según Erté, Poiret le pidió que modelara con ropas femeninas para su casa de modas, en un intento de obtener publicidad. En sus primeros años se interesó por reformar el vestuario masculino en un estilo inteligentemente dandi, pero también vistió los colores del arcoíris y trajes hechos y adornados con telas femeninas. Su pelo, largo y rizado, causaba consternación entre los clientes.